# 1991 (альбом Republika)
1991 — альбом польской рок-группы Republika выпущенный в 1991 году. Первый альбом после образования группы в 1990 году. Содержит новые аранжировки наиболее известных хитов группы. В альбоме нет басиста.

## Список композиций

### Версия награмпластинке
Сторона А
1. «Kombinat» — 3:37
2. «Republika» — 3:42
3. «Układ sił» — 5:22
4. «Zawroty głowy» — 4:52
5. «Biała Flaga '91» — 4:48

Сторона Б
1. «Balon» — 4:40
2. «Lawa» — 3:09
3. «Telefony» — 4:22
4. «Sexy doll» — 4:56
5. «Moja krew» — 4:20

### Версия наCD
1. Kombinat — 3:37
2. Lawa — 3:09
3. Republika — 3:42
4. Układ sił — 5:22
5. Balon — 4:40
6. Zawroty głowy — 4:52
7. Zawsze ty — 4:49
8. Telefony — 4:22
9. Sexy doll — 4:56
10. Biała flaga '91 — 4:48
11. Sam na linie — 3:56
12. Gadające głowy — 4:04
13. Moja krew — 4:20

- Слова всех песен — Grzegorz Ciechowski

## Состав группы
- Гжегож Цеховский (пол. Grzegorz Ciechowski) — вокал, фортепиано, флейта, аккордеон
- Славомир Цесельский (пол. Sławomir Ciesielski) — барабаны
- Павел Кучыньский (пол. Paweł Kuczyński) — гитара, вокал

А также
- Яцек Родзевич (пол. Jacek Rodziewicz) — саксофон

## Песни, которые попали в хит-парад
- Песни, которые попали в хит-парад под званием «Lista Przebojów Programu Trzeciego» (Список Хитов Третьего Канала)

| Год  | Звание | Позиция |
| ---- | ------ | ------- |
| 1991 | Lawa   | 2       |
| 1991 | Balon  | 16      |